# Senad Lulić
Senad Lulić (Mostar, Yugoslavia, 18 de enero de 1986) es un exfutbolista bosnio que jugaba como centrocampista.

## Trayectoria

### Inicios
Se trasladó en su infancia a Suiza debido a la guerra de Bosnia, y comenzó su carrera en Chur 97. Luego se trasladó a Bellinzona, donde ayudó al club a ganar la promoción a la Liga Suiza en su última temporada en Bellinzona. En julio de 2008 se incorporó a Grasshoppers, jugando dos temporadas para GCZ antes de fichar por Young Boys. Después de una exitosa temporada con el YB, donde Lulić anotó un total de 9 goles en 40 partidos entre la Superliga, la Copa Suiza y las competiciones europeas, fue traspasado a la S. S. Lazio, club de la Serie A italiana.

### Lazio
El 16 de junio de 2011 se confirmó que Lulić había firmado un contrato de cinco años con la S. S. Lazio por una cifra estimada en 3 millones de euros. Él hizo su primera aparición para el club el 9 de septiembre de 2011 contra AC Milan. Anotó su primer gol para el equipo de la capital en casa del Bolonia el 23 de octubre de 2011. Convirtió su segundo gol en un partido contra el Cagliari. Su tercer gol llegó en un empate en casa 2-2 contra el Udinese el 18 de diciembre de 2011. En 2012 fue elegido como tercer mejor jugador de Bosnia y Herzegovina, por detrás de Edin Džeko y Miralem Pjanić. El 26 de mayo de 2013 entró en la historia del club al anotar el tanto decisivo en la victoria por 1-0 en la final de copa de Italia ante el eterno rival, la Roma.
En junio de 2021, tras diez años en el equipo, abandonó la entidad romana tras no ser renovado su contrato. Un año después anunció su retirada.

## Selección nacional
Lulić realizó su debut con Bosnia y Herzegovina en un partido contra Azerbaiyán, en el que todos los jugadores habituales decidieron boicotear el equipo tras la destitución del entrenador recién nombrado Meho Kodro por la ya impopular Federación Bosnia de Fútbol.
Él tuvo que esperar más de dos años, hasta agosto de 2010, para recibir su próxima llamada a filas. Después de varias actuaciones en su club, Safet Sušić lo llamó a los partidos contra Luxemburgo y Francia. A pesar de estar jugando como extremo izquierdo por Young Boys, Sušić hizo que Lulić jugara ambos partidos como lateral izquierdo. El 15 de noviembre de 2011 fue expulsado por una segunda tarjeta amarilla en la vuelta de los playoffs clasificatorios para la Eurocopa 2012 contra Portugal.
Luego de ser incluido en la lista preliminar de 24 jugadores en mayo de 2014, Lulić fue confirmado el 2 de junio en la lista final de 23 que representaron a Bosnia y Herzegovina en la Copa Mundial de Fútbol de 2014.
A finales de 2017 anunció su retirada de la selección bosnia.

### Participaciones en Copas del Mundo
| Mundial                        | Sede   | Resultado    |
| ------------------------------ | ------ | ------------ |
| Copa Mundial de Fútbol de 2014 | Brasil | Primera fase |

## Palmarés

### Títulos nacionales
| Título              | Club        | País   | Año  |
| ------------------- | ----------- | ------ | ---- |
| Copa Italia         | S. S. Lazio | Italia | 2013 |
| Supercopa de Italia | S. S. Lazio | Italia | 2017 |
| Copa Italia         | S. S. Lazio | Italia | 2019 |
| Supercopa de Italia | S. S. Lazio | Italia | 2019 |